# ¡Arriba España! (revista)
¡Arriba España! Órgano Nacionalista de los Españoles del Perú, fue una revista ilustrada limeña creada por integrantes de la colonia española en Lima. El nombre procedía del grito «¡Arriba España!», un lema patriota que se asociaba al ideal falangista durante la guerra civil española.

## Historia
La revista nace ante la ausencia de una publicación propia de la colonia española del bando nacionalista que sirva de vocero. En una reunión en la oficina de Cámara Española del Comercio el 20 de octubre de 1937 en Lima, un grupo de 19 integrantes deciden editar la revista. En esa misma reunión quedaría establecido quienes estarían a cargo de la revista, siendo: Director, José Munaiz de Brea; Administrador y Tesorero, J. B. Rivas Cardalda; Colaborador artístico, A. Flores Estrada; Comisión de Propaganda, Pedro Mosquera, Ramón D. Gallo y R. Ramos; Asesor jurídico, Dr. Octavio Arana. Sería en este mismo local donde se establecería la primera oficinas de Dirección, Administración y de Redacción. La revista comenzó a publicarse desde noviembre de 1937, cuando la guerra civil española ya duraba 15 meses y el bando sublevado ya habían logrado conquistar la zona norte de España. Mes a mes, en todos los números de la revista pueden verse balances de la contienda con mapas que delinean los límites territoriales del bando nacional y del bando republicano. La revista sería patrocinada por la Junta Nacionalista de Españoles en Lima, y desde donde se canalizaría casi en exclusiva la ayuda desde el Perú al bando rebelde hasta 1938.
Dentro de los objetivos de ¡Arriba España! uno era el tratar de propagar las noticias del avance de la causa nacionalista en España, y lo hicieron mediante las colaboraciones periodísticas de intelectuales favorables al bando rebelde como Ramón Rato, Eugenio Montes, José M. Pemán, Wenceslao Fernádez Flórez, Juan Zaragúeta y algunos arzobispos y obispos uruguayos, o la reseña de conferencias patrióticas como la protagonizada por Fernando Valls Taberner en los salones del Casino Español el 11 de diciembre de 1937, bajo los auspicios del Comité Español de Propaganda afín a la Junta Nacionalista. Estas delegaciones culturales franquistas serían recibidas y agasajadas en Lima por intelectuales peruanos como José de la Riva-Agüero y Osma, Antonio Pinilla Rambaud, Guillermo Hoyos Osores, Manuel Mújica Gallo, los hermanos Aurelio y Oscar Miró Quesada, Froilán Miranda Nieto, José Carlos Llosa, José Torres de Vidaurre, Guillermo Lohmann Villena, Honorio Delgado, Raúl Ferrero Rebagliati, Ramón Aspíllaga, Aurelio García Sayán, Fernán Moncloa, Luis Picasso Rodriguez, Alberto Wagner de Reyna, entre otros. Otro de los objetivos de ¡Arriba España! era contribuir económicamente a la causa nacionalista en España, que lo lograron mediante la venta de la misma revista, donde todo lo recaudado iría integro a la Colecta Nacionalista que fue abierta en Lima. Para fines de 1937 los suscriptores de la revista había llegado 108. También se tendría que mencionar a los varios anuncios de empresas españolas en el Perú aparecida en la revista, así como también de marcas italianas y peruanas.
¡Arriba España! aparece en calidad de órgano periodístico de la denominada Junta Nacionalista Española del Perú. La revista se difunde, también, muy activamente y en condición de "revista ilustrada" entre noviembre de 1937 y julio de 1938 en sus 9 números. Sin embargo, la relativamente corta existencia de ese vocero obedeció a una medida política promovida desde España por la falange, pues en su accionar pro totalitario no toleraba ningún paralelismo de ninguna organización pro franquista o antirrepublicana fuera del aparato y estructura oficial de las FET-JONS. Es así que desde julio de 1938 el quincenario ¡Unidad! monopoliza en el Perú la difusión del apoyo a la sublevación franquista, quedando ¡Arriba España! disuelta.

## Contenido y publicación
Las única páginas a color serían las portadas, así como la revista tendría de 60 páginas a más en sus 9 números que salieron desde noviembre de 1937 hasta julio de 1938. La mayoría de la páginas estarían dedicas al caudillo Francisco Franco, como también a José Antonio Primo de Rivera. El contenido dedicado a la Guerra civil española sería otro de los temas que abundan en sus páginas, aunque también pueden leerse reportajes a la España rural y producciones agrarias o las obras de Auxilio Social de la Falange, estos reportajes estaban acompañados por lo general de fotografías. También se compartía columnas dedicadas a temas históricos y el acontecer en el Perú y sus lazos con España. La revista contaría con el apoyo del gobierno dictatorial del presidente peruano, Óscar R. Benavides, quien sería uno de los primeros gobernantes latinoamericanos en expresar su apoyo a la rebelión militar contra el gobierno de la República Española. 